# 井上勝雄
井上 勝雄（いのうえ かつお、1951年（昭和26年） - ）は、日本の工学者、プロダクトデザイナー。広島国際大学教授。
ラフ集合によるデザイン評価、感性視点のインタフェースデザイン研究や、ユニバーサルデザイン研究などを行う。

## 略歴
1951年（昭和26年）東京都生まれ。千葉大学大学院にて、あいまい問題に興味をもち統計学を学ぶ。1978年（昭和53年）、三菱電機デザイン研究所に入社。ファジィ理論によるデザイン評価の研究を中心に行い、2002年（平成14年）、広島国際大学・教授に着任。
三菱電機では、オーディオ・ビデオ製品デザイン、空間デザイン設計研究と施設の空間コンセプト企画と提案、プリンター等の製品デザイン担当後、携帯電話の製品戦略と製品デザイン企画・開発を担当。

## 著書

### 単著
- 「パソコンで学ぶ多変量解析の考え方」 筑波出版会 1998
- 「エクセルで学ぶ多変量解析の使い方」 筑波出版会 2002
- 「はじめて読む特許の本」工業調査会 2005
- 「魅力的なインタフェースをデザインする」 工業調査会 2008
- 「エクセルによる調査分析入門」 海文堂出版 2010

### 共著・共編著
- 「左脳デザイニング」 森典彦編 海文堂出版 1993
- 「EXCELによる調査分析入門」 杉山和雄共著編 海文堂出版 1996
- 「エクセルで学ぶ多変量解析の作り方」 広川美津雄共著 筑波出版会 2000
- 「魅力工学の実践」 朝野煕彦編 海文堂出版 2001
- 「こんなデザインが使いやすさを生む」 三菱電機デザイン研究所編 工業調査会 2001
- 「ラフ集合と感性」 森典彦、田中英夫共著 海文堂出版 2004
- 「商品開発と感性(感性工学シリーズ第1巻)」 長町三生編 海文堂出版 2005
- 「デザインと感性（感性工学シリーズ第2巻）」井上勝雄編 海文堂出版 2005
- 「都市・建築の感性デザイン工学」日本建築学会編 朝倉書店 2008
- 「デジタルスタイルデザイン」精密工学会デジタルスタイルデザイン研究部分科会編 海文堂出版 2008
- 「プロダクトデザイン」 JIDA「プロダクトデザイン」編集委員会編 ワークスコーポレーション 2009
- 「PowerPointによる インタフェースデザイン開発」 井上勝雄編 工業調査会 2009
- 「ラフ集合の感性工学への応用」 井上勝雄編 海文堂出版 2009
- 「区間分析による評価と決定」 田中英夫・円谷友英・杉原一臣共著 海文堂出版、2011